# Rubus subintegribasis
Rubus subintegribasis är en rosväxtart som beskrevs av George Claridge Druce. Rubus subintegribasis ingår i släktet rubusar, och familjen rosväxter. Inga underarter finns listade i Catalogue of Life.